# Javier Avilés Cortés
Javier Avilés Cortés (nascut el 17 d'agost de 1997), conegut a vegades com a Avi, és un futbolista professional espanyol que juga d'extrem dret a l'Algeciras CF.

## Carrera de club
Nascut a Madrid, Avilés es va incorporar a la formació juvenil del CD Leganés l'any 2015, després d'haver debutat a la categoria sènior amb el CD Coslada. El 27 d'agost de 2016, després d'acabar la formació, va fitxar pel CE Atlètic Balears de Segona Divisió B.
El 27 de gener de 2017, després de ser poc utilitzat, Avilés va rescindir el seu contracte i va fitxar pel CF Pobla de Mafumet de Tercera Divisió cinc dies després. El juliol, va passar a la quarta divisió del Deportivo Rayo Cantàbria.
El 2 de febrer de 2018, Avilés va tornar al Leganés i va ser destinat al filial també a la quarta categoria. Va debutar amb el primer equip el 30 d'octubre, substituint al final del partit el golejador Youssef En-Nesyri en un empat 2-2 a casa contra el Rayo Vallecano, per a la Copa del Rei de la temporada.
Avilés va debutar a la primera divisió el 25 d'agost de 2019, substituint Javier Eraso al final del partit en una la derrota a casa per 0-1 contra l'Atlètic de Madrid. El 23 de desembre, va renovar el seu contracte fins al 2023.
Avilés va marcar el seu primer gol a la categoria principal del futbol espanyol el 27 de juny de 2020, marcant l'empat en una derrota per 1-2 contra el CA Osasuna. El 18 d'agost de l'any següent, va renovar el seu contracte fins al 2026.
El 15 de gener de 2022, després de ser utilitzat poques vegades durant la primera meitat de la campanya, Avilés va ser cedit al CD Tondela de la Primera Lliga portuguesa fins al juny. De retorn al club, la temporada 2022–23, va aparèixer poc, i va marxar al CD Lugo el 25 de gener 2023, cedit per la resota de la temporada.
El 31 d'agost de 2023, Avilés es va traslladar al club de segona divisió SD Amorebieta amb un contracte de cessió d'un any. L'1 de febrer següent, la seva cessió va ser rescindida i posteriorment es va traslladar a la Primera Federació al Màlaga CF també amb un contracte temporal.
En tornar, Avilés va cancel·lar la seva vinculació amb el Lega el 30 d'agost de 2024.
Una setmana després, va fitxar amb l'Algeciras CF a la Primera Federació.